# The Ghost Hunter
The Ghost Hunter är en brittisk tv-serie från 2000. 

## Handling
Roddy är en 12 år gammal pojke som går i en vanlig skola i England. Men en dag möter han William som är en skoputsarpojke som dött för flera år sen och blivit ett spöke. Spökjägaren Mrs Crooker vill fånga William och alla andra spöken. Så Roddy och Tessa, Roddys syster måste rädda William från att bli fångad och läggas i en burk.

## Roller och medverkande
- Roddy: William Theakston
- William: Lee Godwin
- Tessa: Verity Dearsley
- Wally: Terry Crow
- Mrs Crooker, The Ghost hunter: Jean Marsh
- Roddys mamma: Tracy Brabin
- Roddys pappa: John McAndrew
- Mrs Justin: Angela Bruce
- De Sniff: Richard Hanson